# Gare du Stade
Ne doit pas être confondu avec Gare du Stade de France - Saint-Denis ou Gare de La Plaine - Stade de France.
La gare du Stade est une gare ferroviaire française  de la ligne de Paris-Saint-Lazare à Ermont - Eaubonne. Elle est située sur le territoire de la commune de Colombes plus précisement dans le quartier des Fossés-Jean, dans le département des Hauts-de-Seine, en région Île-de-France.
Elle est ouverte à l'occasion des Jeux olympiques d'été de 1924 afin de desservir le stade olympique, actuel stade Yves-du-Manoir. C'est une gare SNCF desservie par les trains du réseau Transilien Paris Saint-Lazare (ligne J). Elle se situe à 8,1 km de la gare de Paris-Saint-Lazare.

## Situation ferroviaire
La gare, établie en talus sur un remblais dans un quartier d'habitation au Nord de la ville, se situe au point kilométrique 8,086 de la ligne de Paris-Saint-Lazare à Ermont - Eaubonne. Elle constitue le quatrième point d'arrêt de la ligne après la gare de Colombes et précède la gare d'Argenteuil.

## Histoire
En 1923, le comité d'organisation des Jeux olympiques de Paris adresse une demande à l'administration des chemins de fer de l'État, en vue de l'ouverture d'une nouvelle gare, destinée à desservir le futur stade olympique de Colombes. Le comité estime que le site attirera quotidiennement près de soixante mille spectateurs, dont au moins un tiers pourrait être acheminé par la ligne de Paris-Saint-Lazare à Ermont - Eaubonne. L'essentiel des déplacements étant concentrés sur une période de deux heures, en début puis en fin d'après-midi, ce sont pas moins de douze mille voyageurs à l'heure qui doivent être transportés, soit douze trains de mille voyageurs, en plus de ceux du service régulier. Le nouvel arrêt doit donc être aménagé en conséquence.
Le remblai est élargi afin de déporter les voies de circulation rapides à l'extérieur ; elles encadrent deux voies de garage au milieu dont elles sont séparées par deux quais de 215 mètres de longueur. Ceux-ci sont reliés aux rues adjacentes par des escaliers et passages souterrains. Les voies centrales de garage sont reliées tant en amont qu'en aval, par des aiguilles afin de permettre le dégagement des rames vers le site des voies de garage du Val-Notre-Dame à Argenteuil. En outre, afin d'optimiser le débit de la ligne, le tronçon de ligne de Bois-Colombes au Stade est doté du block automatique lumineux, alors en expérimentation sur la ligne de Paris-Saint-Lazare à Saint-Germain-en-Laye, entre Rueil-Malmaison et Le Pecq, ce qui en fait la première section de ligne en France à en être équipée.

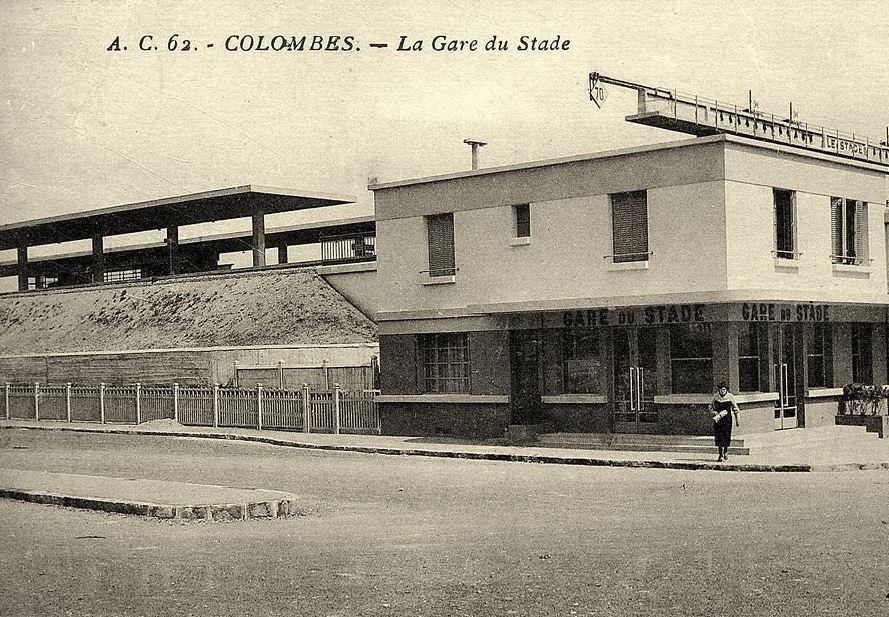
Colombes, gare du Stade, bâtiment principal, au début du XX.

La gare du Stade est inaugurée le 5 mai 1924 à l'occasion du début du tournoi olympique de rugby,. L'accès des voyageurs aux trains spéciaux directs n'est autorisé qu'aux porteurs d'un billet spécifique délivré au prix unique de cinq francs, tarif supérieur aux billets normaux pour Colombes ou Argenteuil. En conséquence, les chemins de fer de l'État prennent la décision de ne plus vendre de billets pour ces destinations entre midi et quinze heures les jours de compétitions, afin d'éviter de voir des voyageurs descendre en cours de route par souci d'économie. Cette mesure, provoque les plus vives protestations des usagers ; mais il leur est répondu que la dépense engagée pour la création du point d'arrêt, plus de deux millions de francs de l'époque, couverts par une subvention de trois cent mille francs, exigeait ce sacrifice
De 1933 à 1935, la ligne d'Argenteuil sur sa section de Bois-Colombes au Stade fait l'objet d'un quadruplement des voies, avec suppression des passages à niveaux par dénivellation des voies ferrées situées sur un remblai. La gare du Stade est à cette occasion dotée d'un nouveau bâtiment voyageurs situé en contrebas des voies. La halte est alors ouverte en permanence, et non plus uniquement lors de réunions sportives comme auparavant.

## Fréquentation
De 2015 à 2023, les estimations de la SNCF sont les suivantes :
| Année         | 2015      | 2016      | 2017      | 2018      | 2019      | 2020      | 2021      | 2022      | 2023      |
| ------------- | --------- | --------- | --------- | --------- | --------- | --------- | --------- | --------- | --------- |
| Fréquentation | 2 537 738 | 2 430 476 | 2 307 206 | 2 212 788 | 2 477 161 | 1 211 425 | 2 248 596 | 2 801 735 | 2 916 687 |

## Service des voyageurs

### Desserte

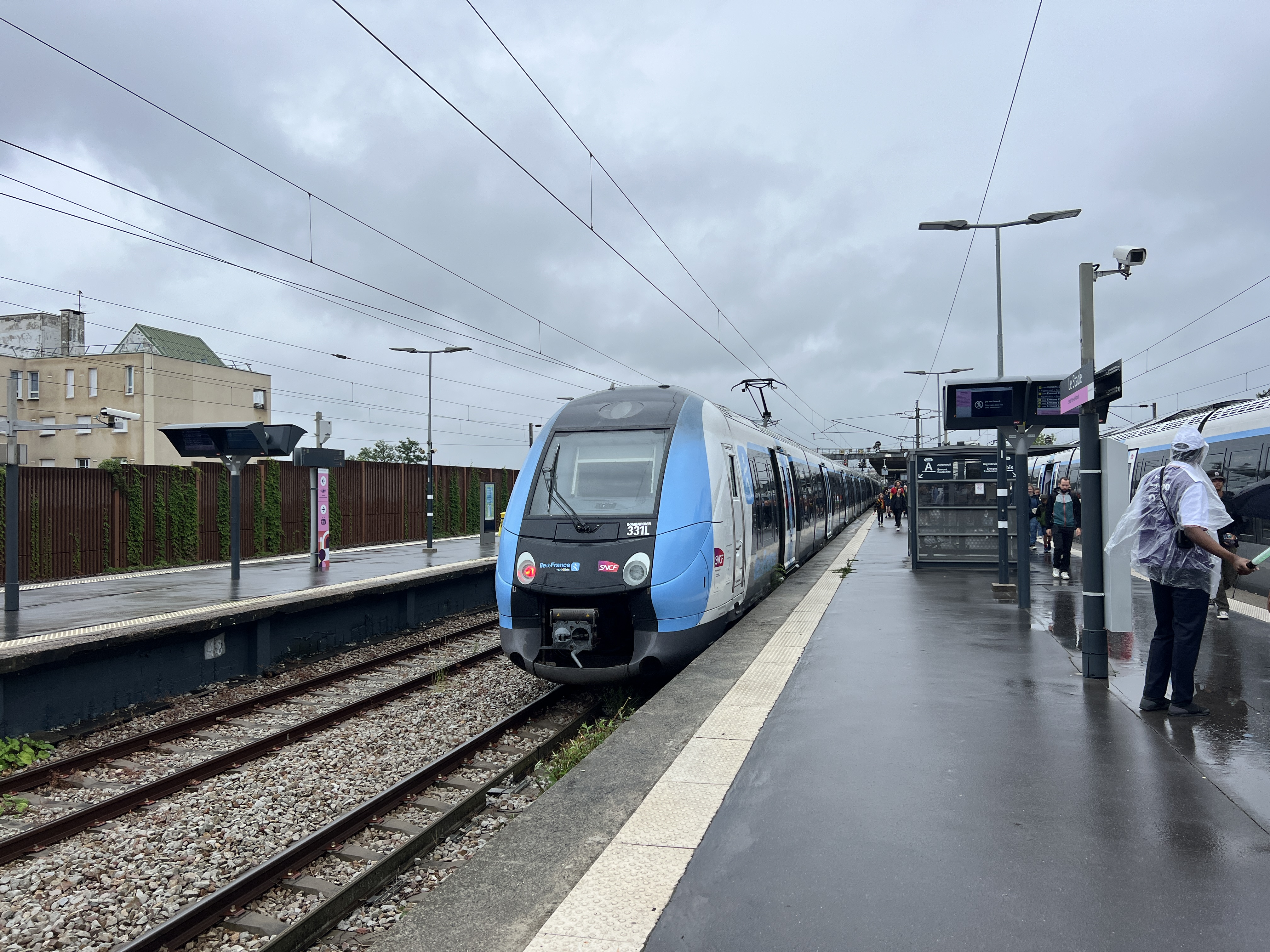
Quai pour Paris avec une rame Z 50000 à quai

La gare est desservie par les rames de la ligne J du réseau Paris Saint-Lazare du Transilien, la ligne constituant le groupe IV du réseau, à raison d'un train tous les quarts d'heure toute la journée, extrême soirée comprise, et d'un train toutes les dix minutes aux heures de pointe.
Tous les trains sont omnibus d'Asnières à Ermont-Eaubonne, certains d'extrême soirée se dirigeant vers Cormeilles-en-Parisis pour leur terminus ou étant terminus Argenteuil. Les trains du groupe VI desservant les gares au-delà d'Argenteuil vers Mantes et Pontoise ou Gisors sont généralement directs et empruntent les voies extérieures, ici dépourvues de quais, sauf lors d'incidents ou de mouvements sociaux.
Les rames étaient jusqu'au 27 août 2006 en direction d'Argenteuil et Cormeilles-en-Parisis pour leur terminus. Depuis les travaux pour la recréation en 2006 d'une liaison directe de Paris à Ermont, ils se dirigent après Argenteuil avec une bifurcation vers leur nouveau terminus, la gare d'Ermont - Eaubonne. Jusqu'à la mise en service de la liaison Ermont – Paris-Saint-Lazare, la gare faisait office de terminus partiel pour certains trains omnibus depuis Asnières-sur-Seine.
Le temps de trajet est, selon les trains, de 13 à 15 minutes depuis Paris-Saint-Lazare.

### Intermodalité
La gare est desservie par les lignes 235, 366 et 538 (Bus du Port) du réseau de bus RATP.

### Projets
À terme, la gare assurera la correspondance avec la ligne de tramway T1, prolongée dans un premier temps vers Colombes puis dans un second temps vers le château de Malmaison.